# Stephen Bayliss
Pour les articles homonymes, voir Bayliss.
Stephen James Bayliss né le 5 mars 1979 à Croydon en Angleterre  est un triathlète professionnel britannique, vainqueur sur triathlon Ironman.

## Biographie

### Jeunesse
Stephen Bayliss a commencé sa carrière sportive à bas âge dans son club de natation locale, Croydon Amphibians. Son grand frère l'a initié au triathlon dès l'âge de 13 ans, conseillé par son professeur d'éducation physique. Ensemble ils se sont très impliqués dans ce sport, inspiré à l'époque par les victoires de l'anglais Spencer Smith qu'ils sont allés voir gagner au championnat du monde à Manchester en 1993.

### Carrière en triathlon
En 2008, Stephen remporte l'Ironman Royaume-Uni à Sherborne ainsi que l'Ironman Afrique du Sud à Port Elizabeth. Il finit deuxième la même année de l'Embrunman en France. Il remporte en 2011 et en 2012 le Challenge Vichy et le Challenge Henley-on-Thames en 2012. Il finira dans sa carrière par trois fois deuxième de l'Ironman Royaume-Uni à Bolton en 2009, 2010 et 2013.

### Vie privée
Le Londonien épouse Bella Comerford triathlète professionnel également, en novembre 2008 à Perth en Écosse.

## Palmarès
Le tableau présente les résultats les plus significatifs (podium) obtenus sur le circuit international de triathlon depuis 2005,.
| Année | Compétition                          | Pays           | Position           | Temps           |
| ----- | ------------------------------------ | -------------- | ------------------ | --------------- |
| 2014  | Ironman Los Cabos                    | Mexique        | Médaille d'argent  | 8 h 32 min 19 s |
| 2013  | Ironman Royaume-Uni                  | Royaume-Uni    | Médaille d'argent  | 8 h 49 min 25 s |
| 2012  | Challenge Vichy                      | France         | Médaille d'or      | 3 h 59 min 57 s |
| 2012  | Challenge Henley-on-Thames           | Royaume-Uni    | Médaille d'or      | 8 h 29 min 31 s |
| 2012  | Ironman Lanzarote                    | Espagne        | Médaille d'argent  | 8 h 49 min 25 s |
| 2012  | Championnat d'Europe longue distance | Allemagne      | Médaille de bronze | 8 h 13 min 0 s  |
| 2011  | Ironman 70.3 Royaume-Uni             | Royaume-Uni    | Médaille d'argent  | 4 h 26 min 30 s |
| 2011  | Challenge Vichy                      | France         | Médaille d'or      | Timing          |
| 2010  | ITU Séries long distance             | Espagne        | Médaille d'or      | 6 h 7 min 41 s  |
| 2010  | Ironman Royaume-Uni                  | Royaume-Uni    | Médaille d'argent  | 8 h 46 min 19 s |
| 2009  | Ironman 70.3 Royaume-Uni             | Royaume-Uni    | Médaille d'argent  | 4 h 19 min 41 s |
| 2009  | Ironman Royaume-Uni                  | Royaume-Uni    | Médaille d'argent  | 8 h 48 min 30 s |
| 2009  | Ironman Autriche                     | Autriche       | Médaille de bronze | 8 h 17 min 6 s  |
| 2008  | Ironman Royaume-Uni                  | Royaume-Uni    | Médaille d'or      | 8 h 53 min 59 s |
| 2008  | Embrunman                            | France         | Médaille d'argent  | 10 h 9 min 7 s  |
| 2008  | Ironman Autriche                     | Autriche       | Médaille d'argent  | 8 h 13 min 53 s |
| 2008  | Ironman Afrique du Sud               | Afrique du Sud | Médaille d'or      | 8 h 18 min 23 s |
| 2007  | Ironman Royaume-Uni                  | Royaume-Uni    | Médaille d'argent  | 8 h 38 min 6 s  |
| 2007  | Championnat d'Europe longue distance | Belgique       | Médaille de bronze | 3 h 43 min 8 s  |
| 2005  | Championnat d'Europe longue distance | Suède          | Médaille de bronze | 5 h 53 min 0 s  |